# 이르지 파로우베크
이르지 파로우베크(체코어: Jiří Paroubek, 체코어 발음: [ˈjɪr̝iː ˈparoʊ̯bɛk], 1952년 8월 21일~)는 체코의 정치인으로, 2005년 4월 25일부터 2006년 9월 4일까지 제6대 체코의 총리를 지냈다. 이전의 스타니슬라프 그로스 내각에서는 지역개발 담당 장관을 지냈다.
파로우베크는 또 2006년부터 체코 사회민주당의 당수로 있었으나, 2010년 총선(2010 Legislative Election)에서 패해 당수 직에서 물러났다.